# WWE NXT
WWE NXT — телевизионная рестлинг-программа от WWE, которая в настоящее время транслируется в США на канале The CW.
Представлена 23 февраля 2010 года, первые два года NXT являлась реалити-шоу, в котором новички соревновались за право стать звездой WWE. В 2012 году NXT был перезапущен как отдельный бренд и заменил ныне несуществующий Florida Championship Wrestling (FCW) в качестве территории развития WWE. С 2019 года WWE позиционировала NXT как третий основной бренд, но в сентябре 2021 года бренд был перезапущен, восстановив свою первоначальную функцию территории развития.
NXT базируется в Орландо, Флорида. С 2014 по 2021 год бренд проводил свои крупные мероприятия в рамках серии NXT TakeOver, но эта серия мероприятий была прекращена после ребрендинга в NXT 2.0.

## История

### Florida Championship Wrestling
Промоушен Florida Championship Wrestling (FCW) был основан Стивом Кейрном в 2007 году и стал второй тренировочной площадкой WWE. После прекращения отношений с Ohio Valley Wrestling в начале 2008 года FCW стал единственной тренировочной площадкой.
20 марта 2012 года стало известно, что WWE прекратит работу с Florida Championship Wrestling, однако позже это заявление было опровергнуто. Исполнительный вице-президент WWE Пол Левек заявил, что WWE будет улучшать свою систему развития, а не закрывать её.
В августе 2012 года WWE отказалась от бренда FCW, деактивировала титулы и начала проводить все активности по развитию рестлеров под названием WWE NXT. Сюжетные линии FCW были остановлены.

### Оригинальный формат (2010—2012)
Шоу NXT было образовано в 2010 году, в него попали рестлеры из Florida Championship Wrestling («новички») и рестлеры из Raw и SmackDown («профессионалы»). В каждом эпизоде новичков наставляли профессионалы, обучали их приёмам и навыки выступления перед живой аудиторией. Эти пары также могли появляться на Raw и SmackDown. Помимо матчей, во время соревнований проводились еженедельные испытания, чтобы ещё больше проверить физические и умственные навыки новичков.
Приз для победителя — контракт с WWE, а также чемпионский матч на любом из шоу.

### Новый формат (2012—2021)
27 февраля 2014 года NXT провела своё первое двухчасовое шоу в прямом эфире под названием NXT Arrival, которое также стало первым их шоу, которое транслировалось на WWE Network. В мае 2014 года компания провела шоу NXT TakeOver — название «TakeOver» будет использоваться для всех будущих больших шоу NXT.

В 2015 году NXT провела своё первые шоу за пределами Флориды — в Колумбусе, Огайо. В августе того же года NXT провела шоу TakeOver на арене «Барклайс-центр» в Бруклине, Нью-Йорк. В декабре состоялось первое международное шоу TakeOver — в Лондоне.
В августе 2019 года WWE объявила, что NXT переедет на USA Network и станет двухчасовым шоу в прямом эфире по средам, а повторы будут доступны на следующий день на WWE Network. 30 марта 2021 года WWE официально объявила, что NXT переедет на вечер вторника начиная с 13 апреля 2021 года.

### NXT 2.0 (2021—2022)
После того, как 12 рестлеров NXT были освобождены от своих контрактов в августе, Дэйв Шерер и Майк Джонсон из Pro Wrestling Insider сообщили, что были внутренние переговоры о серьёзных изменениях в бренде, таких как: «новый логотип, новое освещение, акцент на молодых рестлерах и другой формат телешоу». Дэйв Мельтцер сообщил, что, проиграв рейтинговую войну с AEW, NXT, скорее всего, вернётся к своим корням с «талантами, которые моложе, больше и которые когда-нибудь смогут стать звёздами WrestleMania». Президент WWE Ник Хан впоследствии подтвердил, что NXT подвергнется полной реорганизации под руководством Левека. 14 сентября 2021 года шоу вышло в новом формате, перезапуск назван в эфире как NXT 2.0.

### NXT (2022—н.в.)
В конце выпуска шоу от 13 сентября 2022 года бренд вернулся к оригинальному брендингу NXT, показав пересмотренную версию логотипа 2.0 в белом цвете с добавлением золотых акцентов и убрав 2.0 из названия.

## Чемпионские титулы
- Чемпионат NXT
- Чемпион NXT среди женщин
- Североамериканский чемпион NXT
- Североамериканский чемпион NXT среди женщин
- Командное чемпионство NXT
- Командное чемпионство NXT среди женщин

## Скандал
В конце февраля 2015 года несколько бывших учеников NXT заявили о нарушениях со стороны главного тренера NXT Билла ДеМотта. Жалоба состояла в том, что он заставлял учеников совершать опасные приёмы, избивал и издевался, используя гомофобные и расовые оскорбления. Также были заявления о сексуальных домогательствах. WWE опубликовала заявления в отношении некоторых претензий, выявленных в 2013 и 2015 годах, заявив, что расследование не выявило нарушений. 6 марта 2015 года ДеМотт опроверг все претензии, но ушёл из WWE «чтобы избежать ущерба» для компании.